# Pelican brun
Pelicanul brun (Pelecanus occidentalis) este o pasăre din familia pelicanilor, Pelecanidae, una dintre cele trei specii întâlnite în America și una dintre cele două care se hrănesc scufundându-se în apă. Se găsește pe coasta Atlanticului, din New Jersey până la gura de vărsare a râului Amazon, și de-a lungul coastei Pacificului, din Columbia Britanică până în Peru, inclusiv în Insulele Galapagos.

## Taxonomie
Pelicanul brun a fost descris de zoologul suedez Carl Linnaeus în cea de-a 12-a ediție din 1766 a lucrării sale Systema Naturae, unde i s-a dat numele binomial de Pelecanus occidentalis. Acesta aparține cladei din Lumea Nouă a genului Pelecanus.
Sunt recunoscute cinci subspecii de pelican brun. Cel puțin unele dintre aceste subspecii sunt distincte genetic, în ciuda fenotipurilor similare. Subspeciile diferă între ele în ceea ce privește mărimea, coloritul buzunarului gâtului (printre alte părți goale) în stare de reproducere și/sau anumite detalii ale penajului de reproducere, precum și aria geografică.
- Pelecanus occidentalis occidentalis
- Pelecanus occidentalis californicus
- Pelecanus occidentalis carolinensis
- Pelecanus occidentalis murphyi
- Pelecanus occidentalis urinator

## Descriere

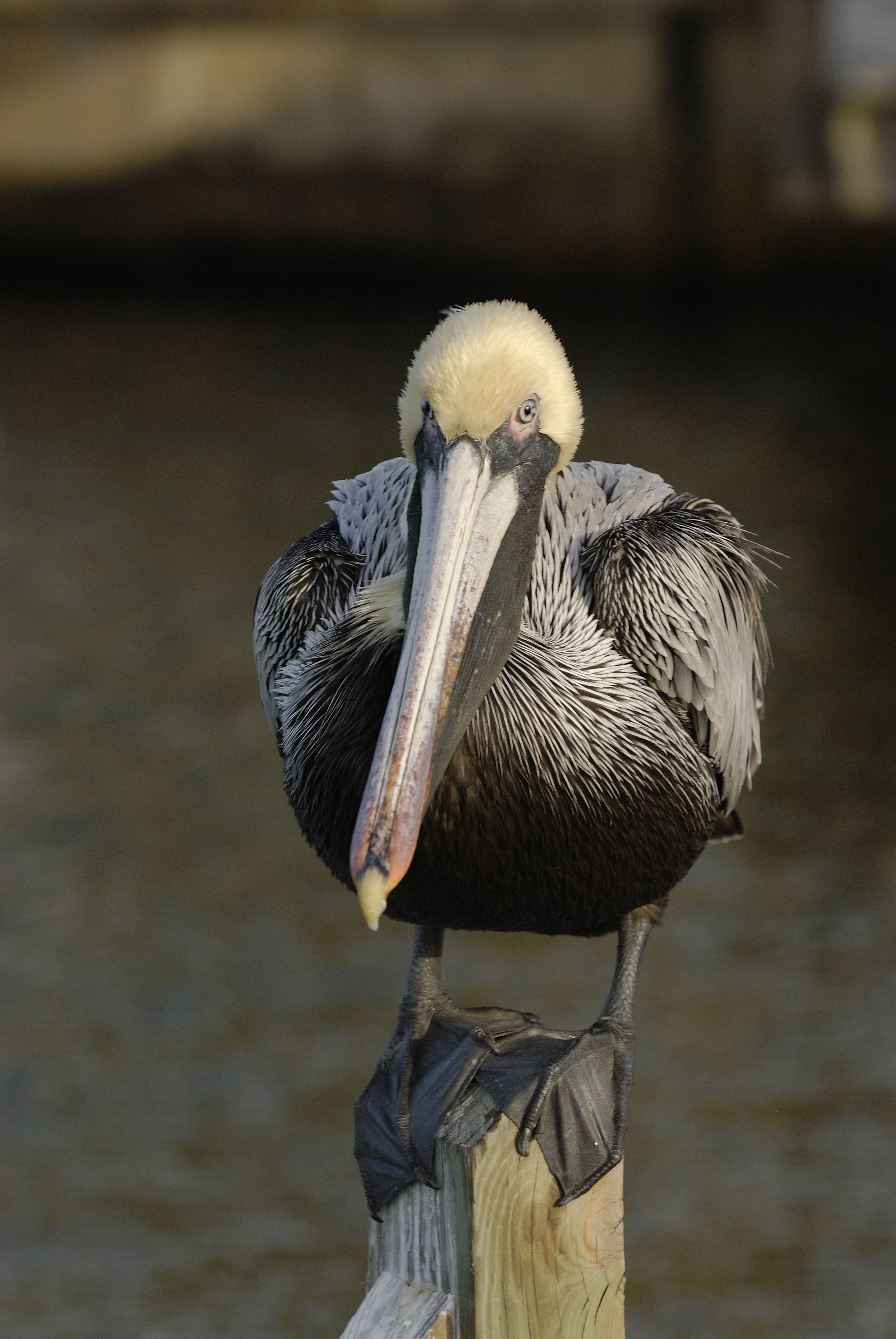
Pelican brun

Pelicanul brun este cea mai mică dintre cele opt specii de pelicani existente, dar este adesea una dintre cele mai mari păsări marine din aria lor de răspândire. Măsoară între 1 și 1,52 metri lungime și are o anvergură a aripilor de 2,03 până la 2,28 metri. Greutatea adulților poate varia între 2 și 5 kg, aproximativ jumătate din greutatea celorlalți pelicani întâlniți în Americi, pelicanii albi peruani și americani. 
Subspecia nominalizată în penajul de reproducere are capul alb, cu o pată gălbuie pe creștet. Ceafa și gâtul sunt maro închis. Părțile superioare ale gâtului prezintă linii albe de-a lungul bazei buzunarului, iar partea inferioară a gâtului are o pată gălbuie palidă. Penele din centrul cefei sunt alungite, formând pene de creastă scurte, de culoare castaniu închis. Mantaua, scapularele și acoperirile aripilor superioare (penele de pe partea superioară a aripilor) sunt gri-argintiu, cu o nuanță maronie. Mandibula inferioară este negricioasă, cu o pungă gulară negricioasă-verzuie în partea inferioară pentru scurgerea apei atunci când adună prada. Pieptul și burta sunt de culoare închisă, iar picioarele sunt negre. Are un cioc alb-cenușiu colorat cu maro și amestecat cu pete carmin pal. Creasta este scurtă și de culoare brun-roșcat pal. Spatele, crupa și coada sunt dungate cu gri și maro închis, uneori cu o nuanță ruginie. Coada este gri închis, cu o nuanță argintie variabilă. Masculul și femela sunt asemănători, dar femela este puțin mai mică Este excepțional de plutitor datorită sacilor de aer interni de sub piele și din oase. Este la fel de grațios în aer pe cât este de neîndemânatic pe uscat.

## Comportament
Pelicanul brun este o pasăre foarte gregară; el trăiește în stoluri de ambele sexe pe tot parcursul anului. În zbor orizontal, pelicanii bruni zboară în grupuri, cu capul sprijinit pe umeri și cu ciocul sprijinit pe gâtul pliat. Ei pot zbura în formație de V, dar de obicei în linii regulate sau în șir indian, adesea la mică înălțime deasupra suprafeței apei. Pentru a exclude apa din pasajul nazal, ei au regiunile interne ale nărilor mai înguste.

## Galerie

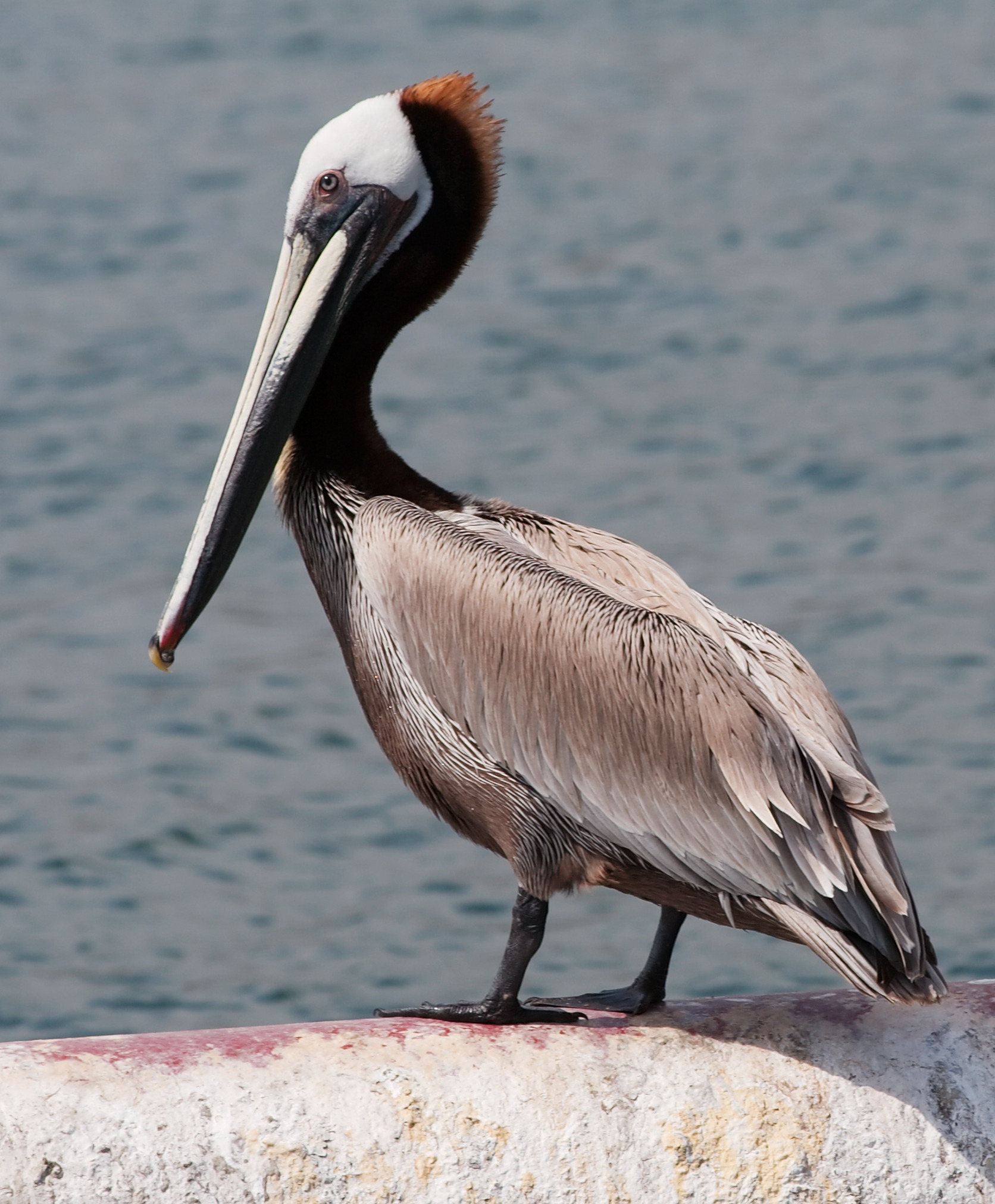
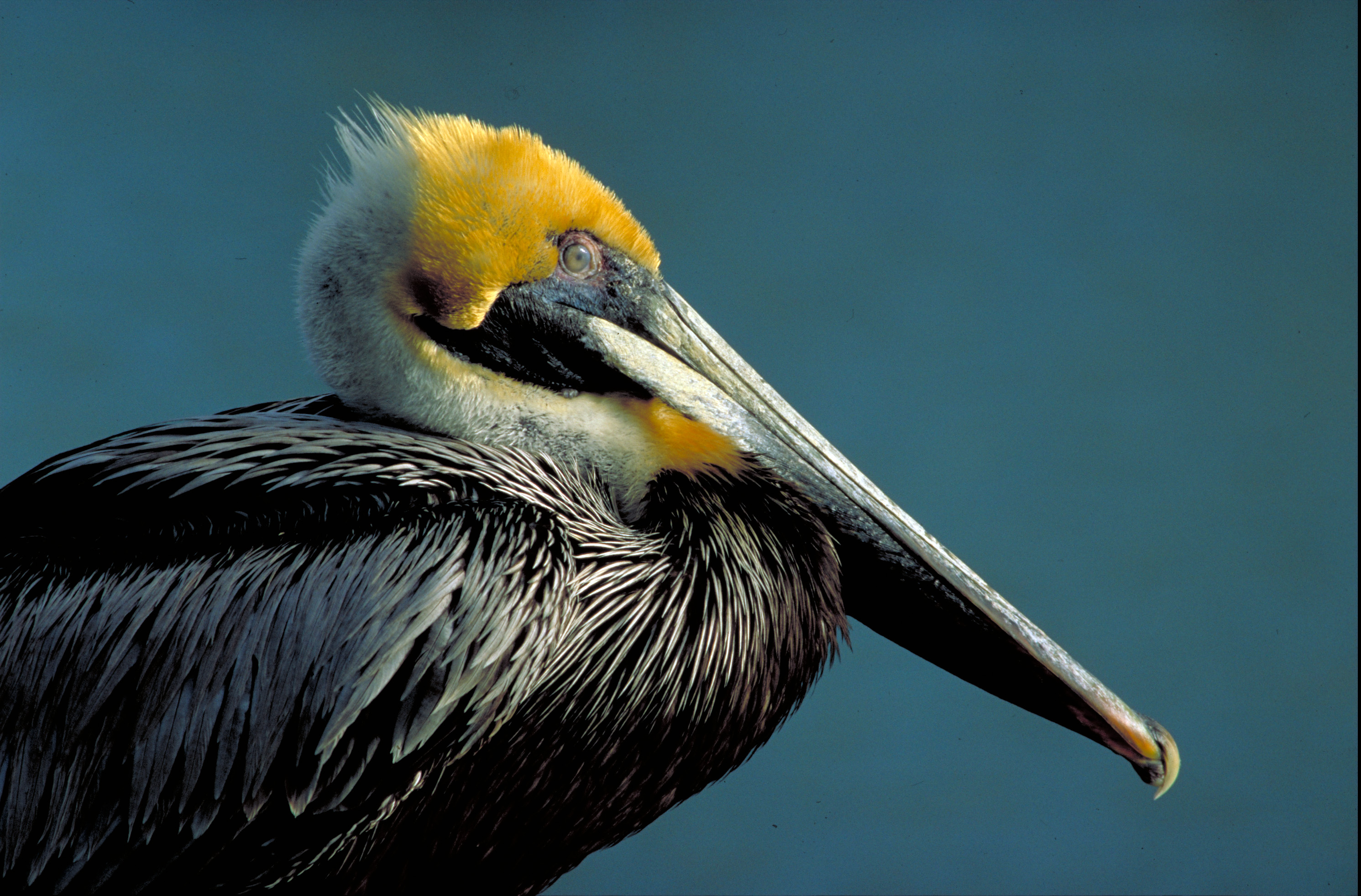
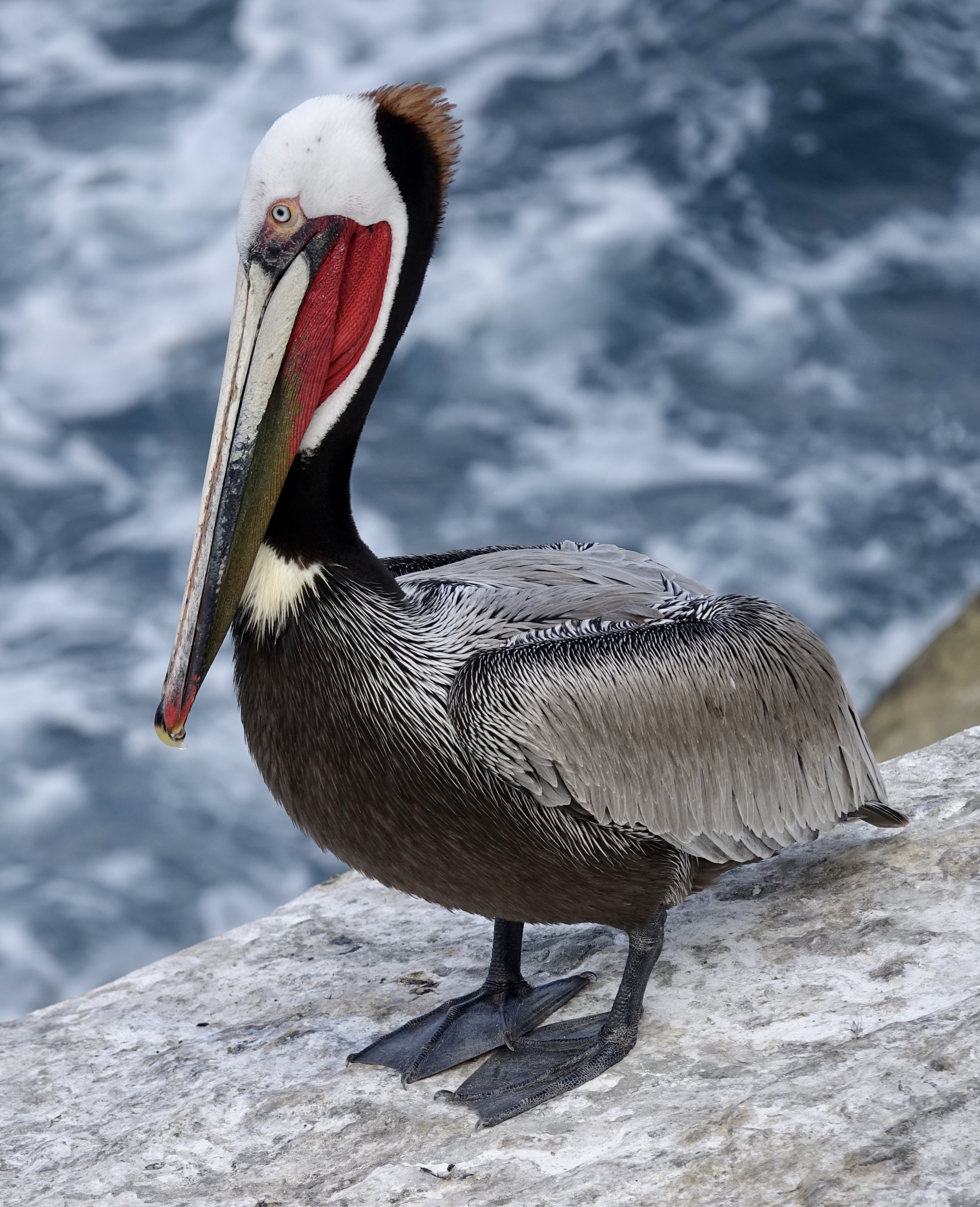
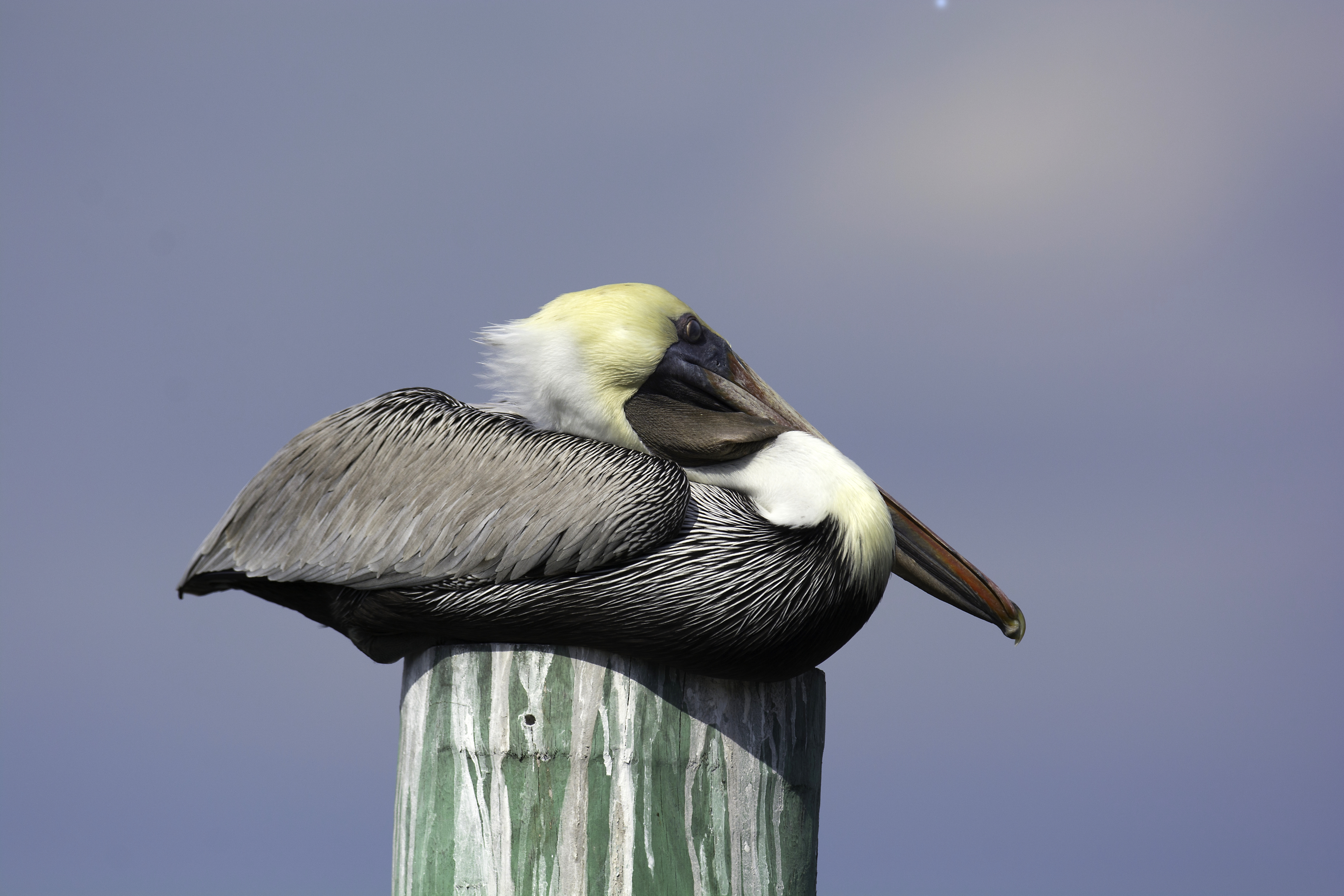
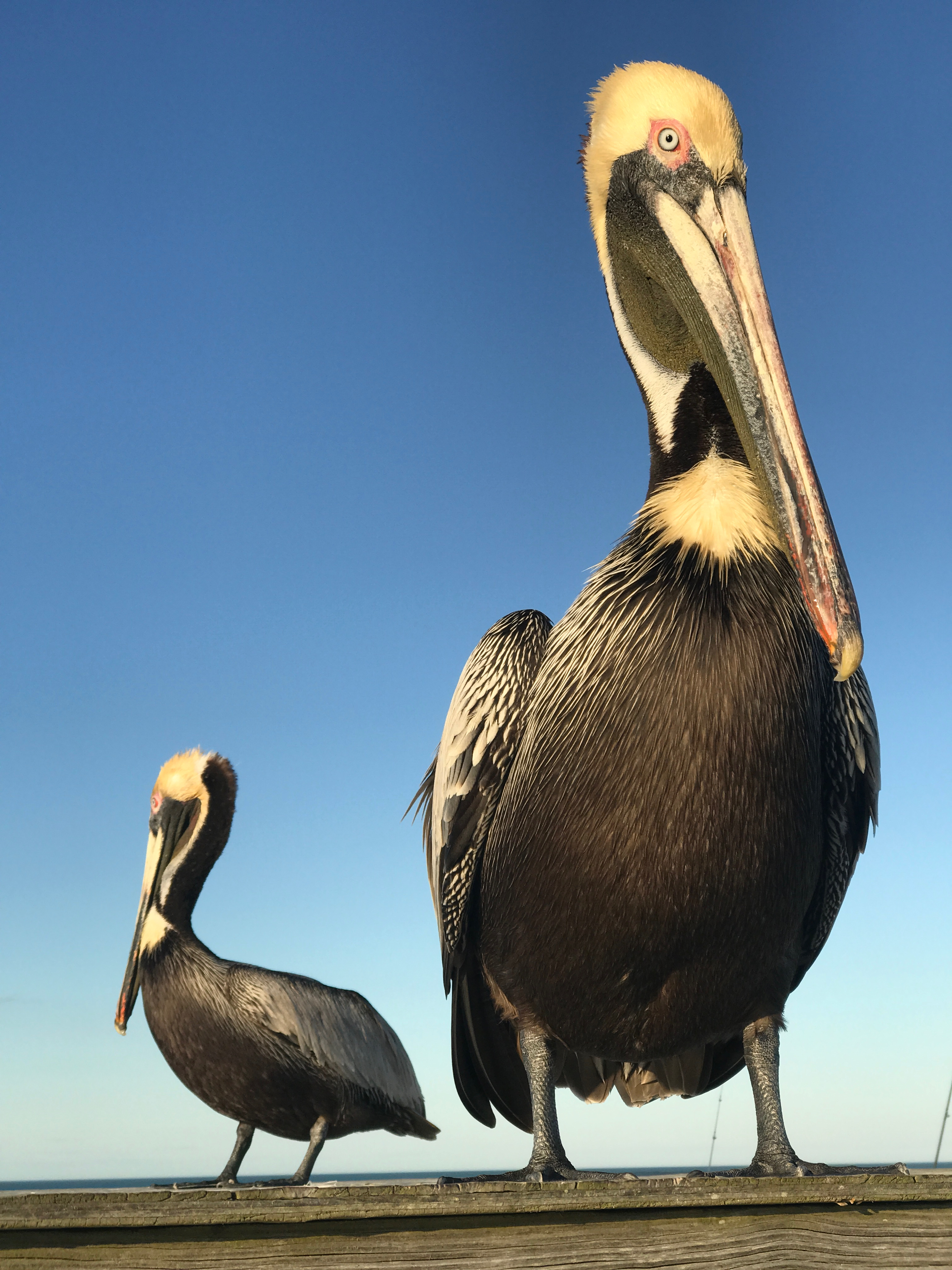
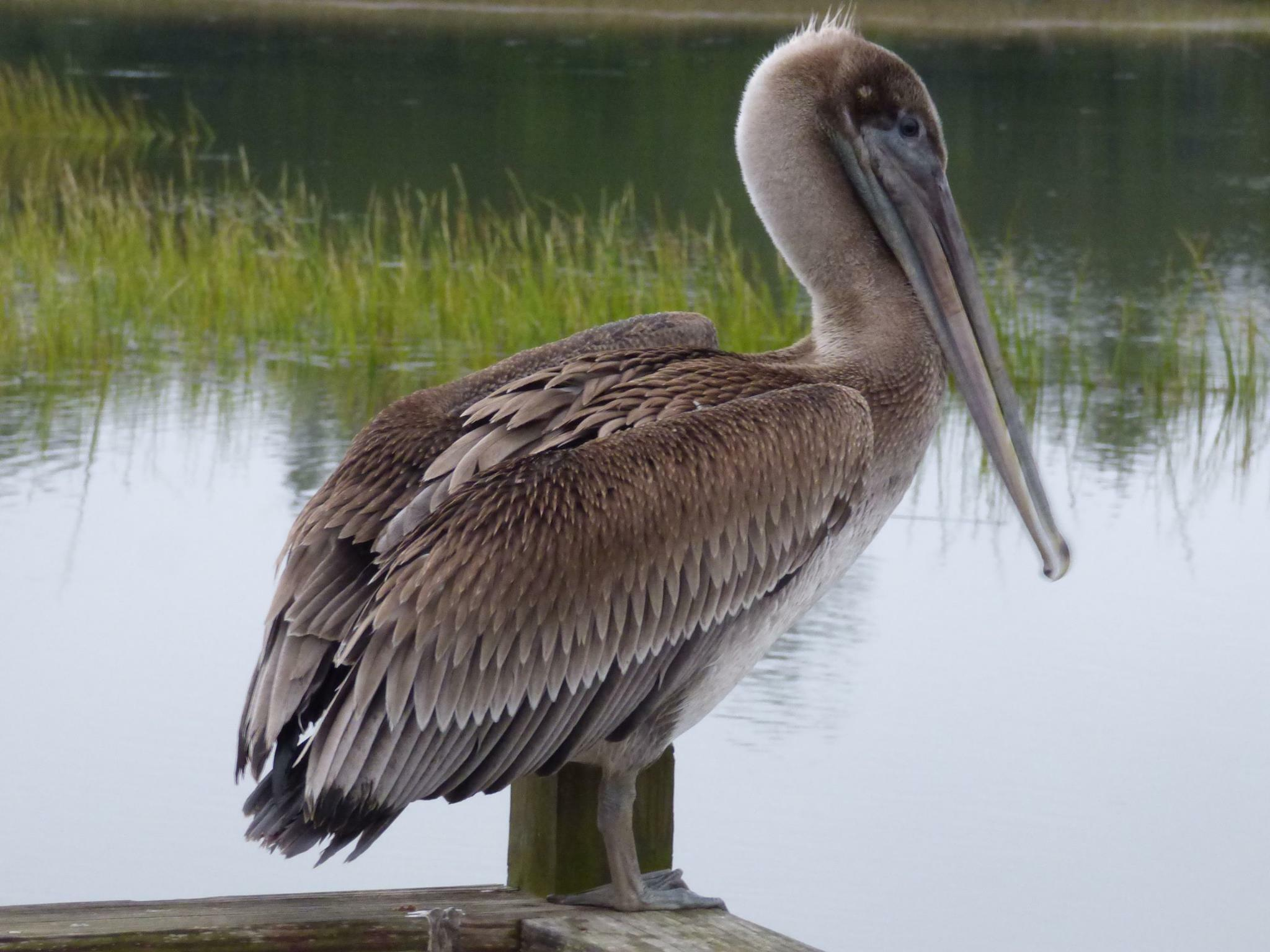
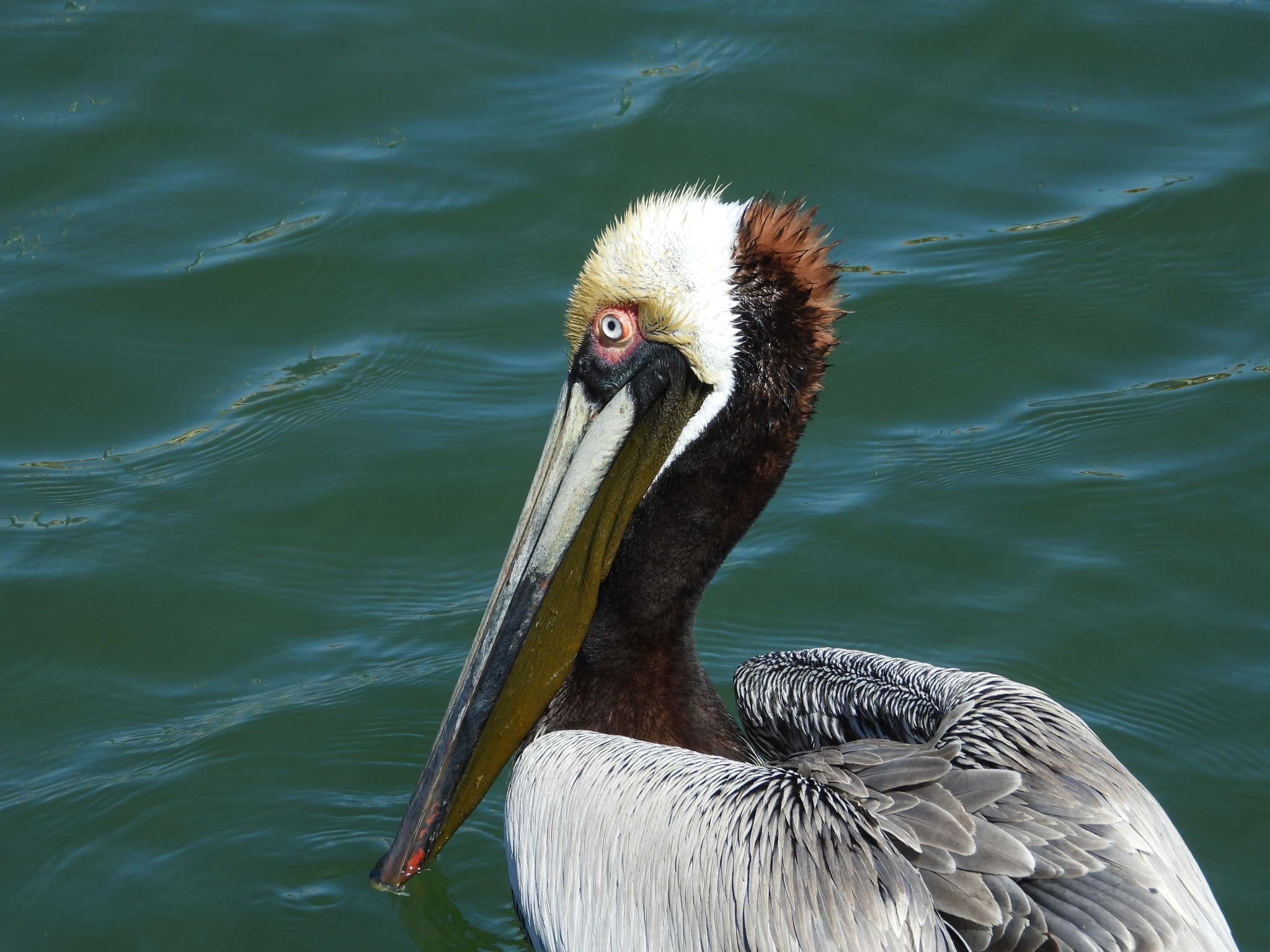
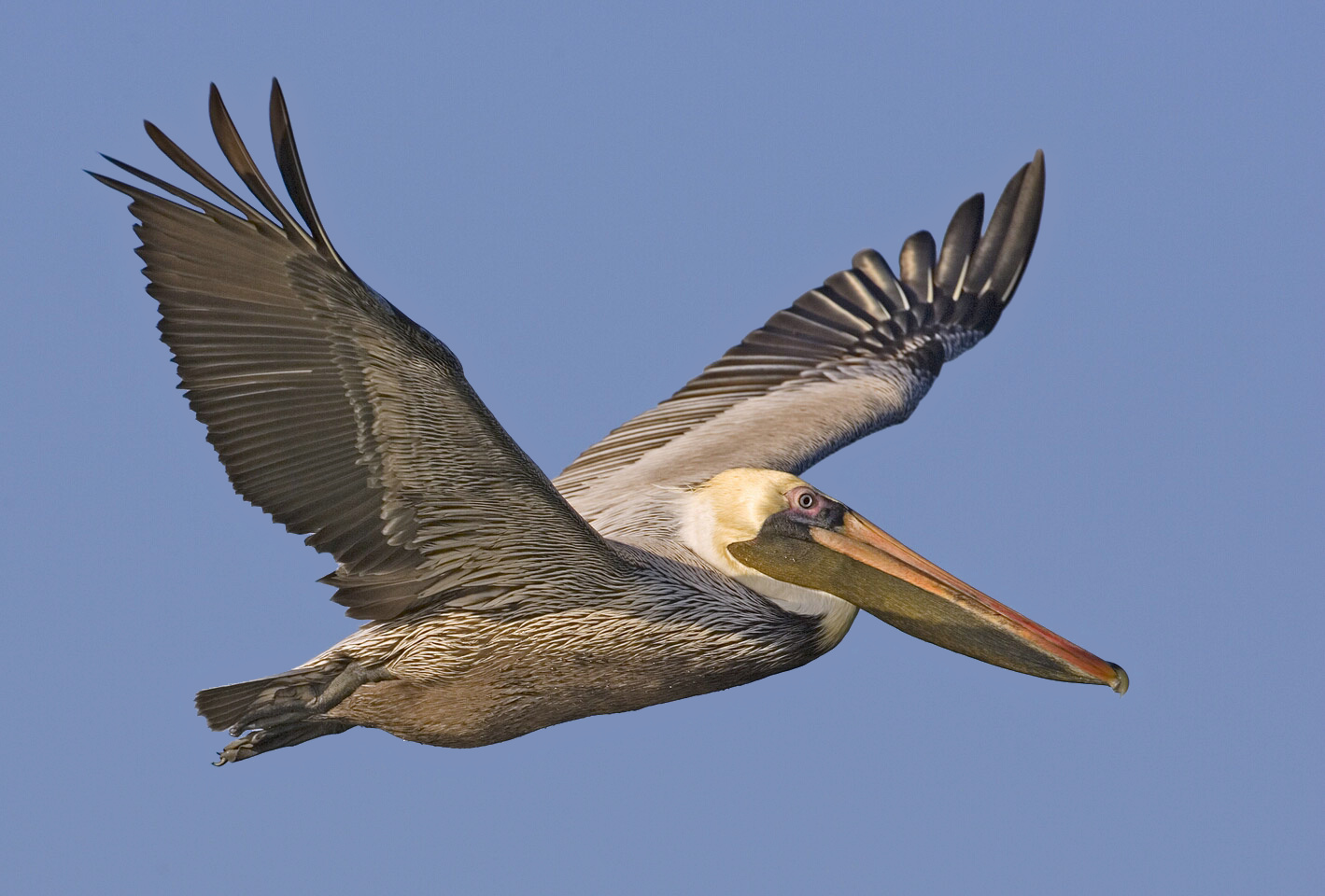